# Type 055
A Classe Type 055 (OTAN: Renhai) é uma classe de cruzadores de mísseis guiados furtivos sendo construídos para a Marinha do Exército Popular de Libertação. É um projeto multimissãoː a combinação de sensores e armas sugere um papel principal da defesa aérea de área, com capacidades de guerra antissubmarino superando os combatentes de superfície chineses anteriores.

## Desenvolvimento
A Marinha do Exército Popular de Libertação estava interessada em um grande destróier desde o final da década de 1960. Um programa de desenvolvimento, de codinome "055", iniciado em 1976, foi cancelado em 1983 após encontrar obstáculos técnicos intransponíveis do subdesenvolvimento industrial; por exemplo, as usinas de turbinas a gás necessárias não poderiam ser produzidas internamente nem importadas a preços aceitáveis.
Em abril de 2014, surgiu uma imagem de uma maquete em escala real da superestrutura Type 055 - com mastro integrado fechado para radar e outros eletrônicos - na área de testes eletrônicos navais chinesas em Wuhan. 
Nanchang, o primeiro navio da classe, começou a construção em 2014 no Estaleiro Jiangnan, em Xangai, e foi comissionado em 12 de janeiro de 2020. Sua primeira aparição pública - comissionamento anterior - foi durante o 70º aniversário do PLAN no desfile de aniversário em 23 de abril de 2019. Quando lançado, o Nanchang estava entre os maiores navios de guerra pós-Segunda Guerra Mundial lançados no leste da Ásia.

## Usuários
- China
- Marinha do Exército Popular de Libertação - 5 entregues com 11 em construção.